# 邬光亚
邬光亚（1990年7月31日—），中国湖北省武汉市人，围棋职业七段棋手。他2003年入段，2010年升为六段，2018年升为七段。
2012年第一届百灵杯世界围棋公开赛本赛第一轮负于邱峻。
2013年连胜张立、安冬旭和胡跃峰后晋级第一届“MLILY梦百合杯”世界围棋公开赛八强，后负于王檄。
同年连胜徐奉洙、李轩豪和安成浚后闯入第18届三星车险杯四强，半决赛1-2不敌李世石。2014年获第14届理光杯亚军。